# Campionati del mondo di atletica leggera 2015 - Marcia 50 km
La gara della marcia 50 km maschile dei Campionati del mondo di atletica leggera 2015 si è svolta il 29 agosto 2015.

## Podio
| Pos.    | Atleta         | Nazionalità | Tempo    |
| ------- | -------------- | ----------- | -------- |
| Oro     | Matej Tóth     | Slovacchia  | 3h40'32" |
| Argento | Jared Tallent  | Australia   | 3h42'17" |
| Bronzo  | Takayuki Tanii | Giappone    | 3h42'55" |

## Situazione pre-gara

### Record
Prima di questa competizione, il record del mondo (RM) e il record dei campionati (RC) erano i seguenti.
| Record                | Prestazione | Atleta                      | Data                            | Competizione              |
| --------------------- | ----------- | --------------------------- | ------------------------------- | ------------------------- |
| Record mondiale       | 3h23'33"    | Yohann Diniz Francia        | 15 agosto 2014 Zurigo, Svizzera |                           |
| Record dei campionati | 3h36'03"    | Robert Korzeniowski Polonia | 23 agosto 2003 Parigi, Francia  | Campionati del mondo 2003 |

### Campioni in carica
I campioni in carica, a livello mondiale e olimpico, erano:
| Campione | Atleta                   | Prestazione | Data                               | Competizione               |
| -------- | ------------------------ | ----------- | ---------------------------------- | -------------------------- |
| Olimpico | Sergej Kirdjapkin Russia | 3h35'59"    | 11 agosto 2012 Londra, Regno Unito | Giochi della XXX Olimpiade |
| Mondiale | Robert Heffernan Irlanda | 3h37'56"    | 14 agosto 2013 Mosca, Russia       | Campionati del mondo 2013  |

### La stagione
Prima di questa gara, gli atleti con le migliori tre prestazioni dell'anno erano:
| Pos. | Atleta                  | Prestazione | Data                              |
| ---- | ----------------------- | ----------- | --------------------------------- |
| 1    | Matej Tóth Slovacchia   | 3h34'39"    | 21 marzo 2015 Dudince, Slovacchia |
| 2    | Hirooki Arai Giappone   | 3h40'20"    | 19 aprile 2015 Wajima, Giappone   |
| 3    | Takayuki Tanii Giappone | 3h42'01"    | 19 aprile 2015 Wajima, Giappone   |

## Classifica
| Pos. | Atleta                 | Nazionalità   | Tempo   | Note                                     |
| ---- | ---------------------- | ------------- | ------- | ---------------------------------------- |
|      | Matej Tóth             | Slovacchia    | 3:40:32 |                                          |
|      | Jared Tallent          | Australia     | 3:42:17 | Miglior prestazione personale stagionale |
|      | Takayuki Tanii         | Giappone      | 3:42:55 |                                          |
| 4    | Hirooki Arai           | Giappone      | 3:43:44 |                                          |
| 5    | Robert Heffernan       | Irlanda       | 3:44:17 | Miglior prestazione personale stagionale |
| 6    | Zhang Lin              | Cina          | 3:44:39 | Miglior prestazione personale            |
| 7    | Yu Wei                 | Cina          | 3:45:21 | Miglior prestazione personale            |
| 8    | Andrés Chocho          | Ecuador       | 3:46:00 | Record sudamericano                      |
| 9    | Jesús Ángel García     | Spagna        | 3:46:43 | Miglior prestazione personale stagionale |
| 10   | Quentin Rew            | Nuova Zelanda | 3:48:48 | Miglior prestazione personale            |
| 11   | Adrian Błocki          | Polonia       | 3:49:11 | Miglior prestazione personale            |
| 12   | Evan Dunfee            | Canada        | 3:49:56 | Miglior prestazione personale            |
| 13   | Chris Erickson         | Australia     | 3:51:26 | Miglior prestazione personale stagionale |
| 14   | Wu Qianlong            | Cina          | 3:51:35 |                                          |
| 15   | Ivan Banzeruk          | Ucraina       | 3:52:15 |                                          |
| 16   | Marco De Luca          | Italia        | 3:53:02 |                                          |
| 17   | Matteo Giupponi        | Italia        | 3:53:23 |                                          |
| 18   | Aku Partanen           | Finlandia     | 3:54:28 |                                          |
| 19   | Serhiy Budza           | Ucraina       | 3:55:10 |                                          |
| 20   | Luis Fernando López    | Colombia      | 3:55:43 | Miglior prestazione personale            |
| 21   | Pedro Isidro           | Portogallo    | 3:55:44 | Miglior prestazione personale            |
| 22   | Tadas Šuškevičius      | Lituania      | 3:56:27 | Miglior prestazione personale stagionale |
| 23   | Park Chilsung          | Corea del Sud | 3:56:42 | Miglior prestazione personale stagionale |
| 24   | Håvard Haukenes        | Norvegia      | 3:56:50 | Miglior prestazione personale stagionale |
| 25   | Teodorico Caporaso     | Italia        | 3:56:58 |                                          |
| 26   | Sandeep Kumar          | India         | 3:57:03 | Miglior prestazione personale stagionale |
| 27   | Manish Singh           | India         | 3:57:11 | Miglior prestazione personale            |
| 28   | Rafał Augustyn         | Polonia       | 3:57:30 |                                          |
| 29   | Jaime Quiyuch          | Guatemala     | 3:57:41 | Miglior prestazione personale stagionale |
| 30   | Dušan Majdán           | Slovacchia    | 3:58:57 | Miglior prestazione personale stagionale |
| 31   | Mathieu Bilodeau       | Canada        | 4:01:35 | Miglior prestazione personale stagionale |
| 32   | Jarkko Kinnunen        | Finlandia     | 4:02:07 | Miglior prestazione personale stagionale |
| 33   | Marc Mundell           | Sudafrica     | 4:02:41 |                                          |
| 34   | Yuki Yamazaki          | Giappone      | 4:03:54 |                                          |
| 35   | Francisco Arcilla      | Spagna        | 4:07:23 | Miglior prestazione personale stagionale |
| 36   | Luis Angel Sanchez     | Guatemala     | 4:09:26 |                                          |
| 37   | John Nunn              | Stati Uniti   | 4:09:44 | Miglior prestazione personale stagionale |
| 38   | Arnis Rumbenieks       | Lettonia      | 4:28:55 |                                          |
|      | Marius Cocioran        | Romania       | dnf     |                                          |
|      | Carl Dohmann           | Germania      | dnf     |                                          |
|      | Mário dos Santos       | Brasile       | dnf     |                                          |
|      | Anders Hansson         | Svezia        | dnf     |                                          |
|      | Anatole Ibáñez         | Svezia        | dnf     |                                          |
|      | Aleksi Ojala           | Finlandia     | dnf     |                                          |
|      | Alexandros Papamichail | Grecia        | dnf     |                                          |
|      | Benjamin Sánchez       | Spagna        | dnf     |                                          |
|      | Alex Wright            | Irlanda       | dnf     |                                          |
|      | Erick Barrondo         | Guatemala     | dq      |                                          |
|      | Brendan Boyce          | Irlanda       | dq      |                                          |
|      | Lukáš Gdula            | Rep. Ceca     | dq      |                                          |
|      | Ihor Hlavan            | Ucraina       | dq      |                                          |
|      | Łukasz Nowak           | Polonia       | dq      |                                          |
|      | Martin Tišťan          | Slovacchia    | dq      |                                          |
|      | Aleksandr Yargunkin    | Russia        | dns     |                                          |